# 남은
남은(南誾, 1354년 ~ 1398년 10월 6일(음력 8월 26일)은 고려 말과 조선 초의 문신으로, 본관은 의령이다. 고려 말기에 왜구 토벌과 신진사대부 정치인으로 활동하였으며 이성계를 도와 조선왕조 개국에 공을 세웠다. 개국공신 1등으로 의성군에 봉해졌고, 사후 의정부영의정에 추증된 뒤 의성부원군으로 추봉되었다.
본관은 의령(宜寧)이고, 호(號)도 의령(宜寧)이며 시호는 강무(剛武)이다. 행촌 이암의 외손녀사위이기도 하다.

## 생애

### 출생
남은은 1354년 검교 시중(檢校侍中) 남을번(南乙蕃)의 아들로 태어났다. 형은 후일 조선의 개국공신이자 영의정을 지낸 남재, 아우는 우상절도사(右廂節度使)를 지낸 남지(南贄)이다. 후일 영의정을 지낸 남구만이나, 장군 남이는 형 남재의 후손들이었다.
어려서부터 기억력이 뛰어났고, 글을 잘 지었다. 또한 무인의 기질도 있었다.

### 정치 활동
1373년 음서로 문관 관료에 첫 천거된 그는 1년 후 1374년(고려 공민왕 23년)에 문과에 급제하여 우왕 때 삼척에서 왜구를 무찔렀다. 1380년(우왕 6년) 사직단직(社稷壇直)이 되고 이어서 우왕 때 지삼척군사(知三陟郡事)로 있다가 삼척에서 왜구를 물리친 뒤 사복시정으로 승진했다. 고려 권문세족들의 부패에 염증을 느낀 그는 그 뒤에 개혁을 주장하는 이성계, 정도전, 정몽주 등의 신진사대부에 가담, 그 중 정도전 등과 함께 이성계 세력의 중심 인물이 되어 이후 정도전, 정몽주 등과 함께 명나라와 외교관계를 체결해야 할 것을 극력 주장하였다. 1388년(우왕 14년) 요동 정벌 당시에는 권문세족과 대립, 갈등하며 대국에 도전해서는 안된다는 이유로 요동정벌을 반대하였으며, 조인옥(趙仁沃) 등과 함께 우군도통사 이성계에게 대세를 이유로 위화도 회군을 진언했다.
1388년 이성계는 그의 진언을 받아들여 위화도 회군을 단행한다. 회군 뒤에는 이성계의 왕위 추대를 계획하는 데 참여하였다. 1389년(공양왕 1년)에는 공양왕 추대에 참여한 뒤 응양군상호군 겸 군부판서(鷹揚軍上護軍兼軍簿判書)가 되고 곧 밀직부사로 승진하였으나 1391년(공양왕 1년)에 이성계가 해주에 간 사이에 수문하시중 정몽주의 탄핵으로 조준, 정도전, 윤소종, 조박 등과 함께 유배되었다.

### 조선 개국
1392년(공양왕 2년) 4월에 정몽주가 선죽교에서 살해되자 유배에서 풀려나 정계에 복귀, 동지밀직사사(同知密直司事)에 임명되었으며 그해 정도전, 조준, 조인옥 등 52인과 함께 이성계를 왕으로 추대하여 조선 왕조를 개국하였다.
건국 직후 그해 8월 좌명공신(佐命功臣)에 녹훈된 뒤 판중추원사(判中樞院事) 겸 의흥친군위동지절제사(義興親軍衛同知節制使)가 되고, 개국공신 1등관에 책록된 뒤 의령군(宜寧君)에 봉해졌으며, 전(田) 2백결과 노비 25구를 하사받았다. 그 뒤 다시 의성군(宜城君)으로 개봉되고 참찬문하부사가 되었다. 하지만 신덕왕후 강씨 소생 이방석을 세자로 책봉하는데 적극적으로 참여했고 "태조가 계룡산 터를 보고 돌아때에 정안대군 이방원이 남은의 장막(帳幕)에 들어가니, 남은이 좋아하지 않으며 말하기를, ‘이제부터 내 장막에 들어오지 마시오.’ 하기에, 이방원이 드디어 나와서 들어가지 않았었다. 이때에 태조가(이성계) 세자를 남은에게 부탁하시었다.”이로서 정안대군과 적을 지게 된다.
1394년 3월 삼사 좌복야(三司左僕射)가 되었다.

### 요동정벌 기도와 실패
1395년(태조 4년) 부친상을 당하여 사직하였으나, 형인 남재와 함께 특별히 서용되어 1396년 참찬문하부사 겸 판상서사사가 되었다.
이때 명나라로 보낸 정조사(正朝使)가 가져간 이성계의 친필 표문(表文) 중 명나라 홍무제의 비위를 거슬리는 단어가 있어 사신 정총 등이 살해되고 형벌을 받았으며, 그 글의 초안자인 정도전을 명나라에 압송하도록 압력을 가해오자, 명나라의 사신들을 달래서 되돌려보냈다. 군량을 비축하였으며 사람을 보내 요동 주변의 정세를 파악, 정탐케 한다. 그 뒤 은밀히 요동 주변의 지리, 지형, 지물을 기록한 진도(陣圖)를 제작하는 등 요동정벌을 계획하기도 하였다.
그러나 이들의 요동 정벌 계획은 명나라에 누설된다.
1397년 명나라의 사은사가 가지고 온 자문(咨文)에서 조선조정에 요동 정벌을 중단하라고 경고했다. 요동 정벌을 목적으로 명나라와 싸우기 위해 그는 정도전과 함께 병력을 징발하는 한편 왕족들과 여러 호족으로부터 몰수한 사병들을 새로 신설한 의흥삼군부에 병합한 뒤 그가 지은 진도(陳圖)에 따라 대대적인 군사 훈련을 실시하였다. 이러한 정도전의 개혁과 명나라와의 전쟁 준비는 같은 개국공신인 조준 등의 반발을 불러일으켜 끝내 결별하게 되고 만다.
남은과 정도전은 함께 6월 확보한 병력으로 한양에서 진도(陣圖) 훈련을 하면서 태조 이성계에게 출병을 요청하였는데, 이때 조준의 강력한 반대로 실행하지 못했다.

### 제1차 왕자의 난과 죽음
1398년 제1차 왕자의 난 때 남은의 첩의 집인 송현방에 모여 정사를 논하던 중 이방원에게 습격을 받고 하경(河景)과 최운(崔沄)이라는 수행원을 데리고 도주하였으나 붙잡혀서 최후를 맞이하였다. 정안대군도 그를 정도전의 일파라고 비난하면서도 그의 가족이나 친척에게 연좌제를 적용하지 않았고, 그의 형과 동생, 아들들은 계속 관직에 등용된다.

### 사후
시신은 경기도 용인군에 안장되었다.
세종 즉위 이후에 남은, 이제는 죄가 있어도 그 공을 잊을 수 없다 하여 증 의정부좌의정으로 증직되었다가 다시 증 영의정에 추층되었고 의성부원군으로 추봉(追封)되었으며, 세종대왕 즉위 후 1421년(세종 3년)에 태조의 묘정에 배향되어 시호는 강무로 내려졌다.
그는 제1차 왕자의 난 당시 정도전의 편에 선 이유로 살해되었지만 그의 아들들 남경수(南景壽), 남경우(南景祐), 남경복(南景福), 남경지(南景祉)는 연좌되지 않았다. 사망할 당시 이미 네 아들이 태어나 있어서, 조선왕조실록에 있는 그의 졸기에 네 아들의 이름이 언급되었는데, 이미 성인이었는지 여부는 불확실하다. 둘째 아들 남경우는 세종대왕 때부터 단종, 세조때까지 중추원의 직책과 형조참판, 사헌부장령, 경주부윤 등을 두루 지내고 종1품관직에 올랐으며 봉조청에 들어갔다.

## 가족 관계
- 증조부: 남익저(南益㫝)
- 조부: 남천로(南天老)
- 조모 : 함양박씨(咸陽朴氏), 중랑장 박종(朴琮)의 딸
  - 숙부 : 남을진(南乙珍, 1331년 ~ 1393년/1400년(?))
  - 숙부 : 남을경(南乙敬 또는 南乙卿[2])
- 아버지: 남을번(南乙蕃) 1320년 - 1395년 2월 13일, 검교[3]문하시중, 시호는 경렬(敬烈))
- 어머니: 최씨(崔氏)
  - 형: 영의정 남재(南在) 1351년 - 1419년, 초명은 남겸(南謙))
  - 동생: 남실(南實)
  - 동생: 남지(南贄) - 1398년, 우상절도사)
- 부인: 가순택주 강릉김씨(嘉順宅主 江陵金氏), 김보손(金寶孫)의 딸
  - 아들 : 남경수(南景壽)
  - 아들 : 남경우(南景祐, 1387년/1393년 ~ 1467년 2월 6일)
  - 아들 : 남경복(南景福)
  - 아들 : 남경지(南景祉)
- 장인: 김보손(金寶孫)
- 처조부: 김광병(金光丙)
- 처외조부: 이암(李嵒, 호는 행촌, 본관은 고성, 1297(충렬왕23)-1334(공민왕13))
- 처숙부: 김덕손(金德孫)
- 외조부: 최강(崔江)
- 사돈: 이거경(李居敬)
- 사돈: 조영무

## 남은이 등장하는 작품
- 《개국》(KBS, 1983년~1983년 배우:양재성)
- 《추동궁 마마》(MBC, 1983년~1983년 배우:변희봉)
- 《용의 눈물》(KBS, 1996년~1998년, 배우:이영후)
- 《정도전》(KBS, 2014년~2014년, 배우:임대호)
- 《육룡이 나르샤》(SBS, 2015년~2015년, 배우:진선규)
- 《태종 이방원》(KBS, 2021년~ 배우:이기열)

## 같이 보기
| - 위화도 회군 - 제1차 요동 정벌 - 제2차 요동 정벌 - 제1차 왕자의 난 - 제2차 왕자의 난 - 정도전 - 정몽주 - 무안대군 - 의안대군 - 신의왕후 - 이색 - 김덕손 - 조영무 | - 조민수 - 조준 - 이성계 - 이방원 - 이억 - 심효생 - 함부림 - 이암 - 하륜 - 남재 - 남곤 - 함부림 | - 두문동 72현 - 권근 - 길재 - 남지 - 남곤 - 남이 |

## 참고 문헌
- 고려사
- 고려사절요
- 태조실록
- 정종실록
- 대동야승
- 국조보감